# Сент-Ирье-ле-Дежала
Сент-Ирье́-ле-Дежала́ (фр. Saint-Yrieix-le-Déjalat, окс. Sent Iries lo Desjalat) — коммуна во Франции, находится в регионе Лимузен. Департамент — Коррез. Входит в состав кантона Эглетон. Округ коммуны — Тюль.
Код INSEE коммуны — 19249.
Коммуна расположена приблизительно в 380 км к югу от Парижа, в 75 км юго-восточнее Лиможа, в 27 км к северо-востоку от Тюля.

## Население
Население коммуны на 2008 год составляло 405 человек.
| 1962 | 1968 | 1975 | 1982 | 1990 | 1999 | 2008 |
| ---- | ---- | ---- | ---- | ---- | ---- | ---- |
| 509  | 512  | 461  | 448  | 423  | 392  | 405  |

## Экономика
В 2007 году среди 226 человек в трудоспособном возрасте (15-64 лет) 160 были экономически активными, 66 — неактивными (показатель активности — 70,8 %, в 1999 году было 67,6 %). Из 160 активных работали 143 человека (85 мужчин и 58 женщин), безработных было 17 (8 мужчин и 9 женщин). Среди 66 неактивных 17 человек были учениками или студентами, 23 — пенсионерами, 26 были неактивными по другим причинам.

## Достопримечательности
- Укреплённый дом Монтамар (XIV век). Памятник истории с 1987 года[3]
- Крест (XIV—XV века). Памятник истории с 1987 года[4]

## Фотогалерея

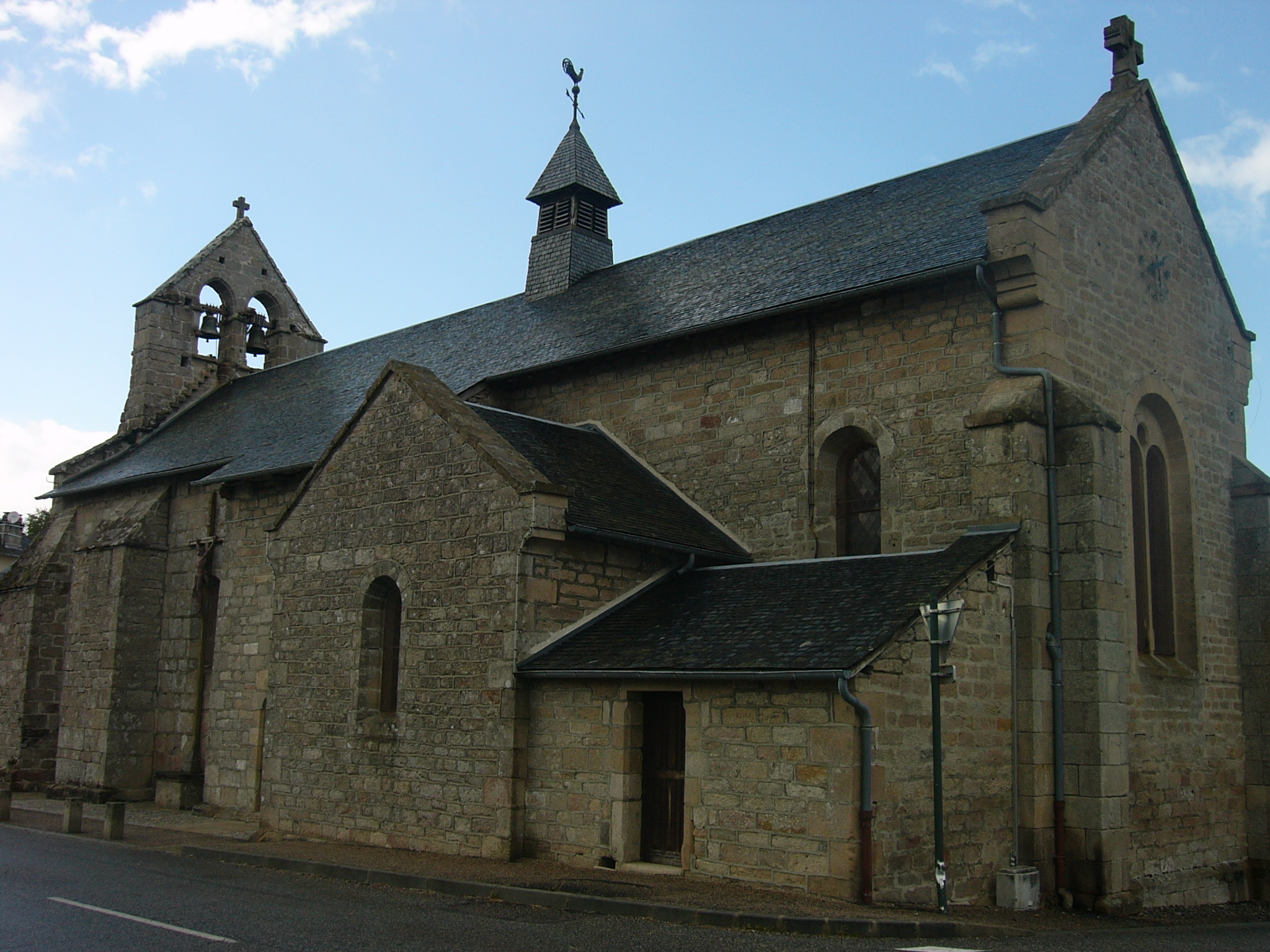
Церковь
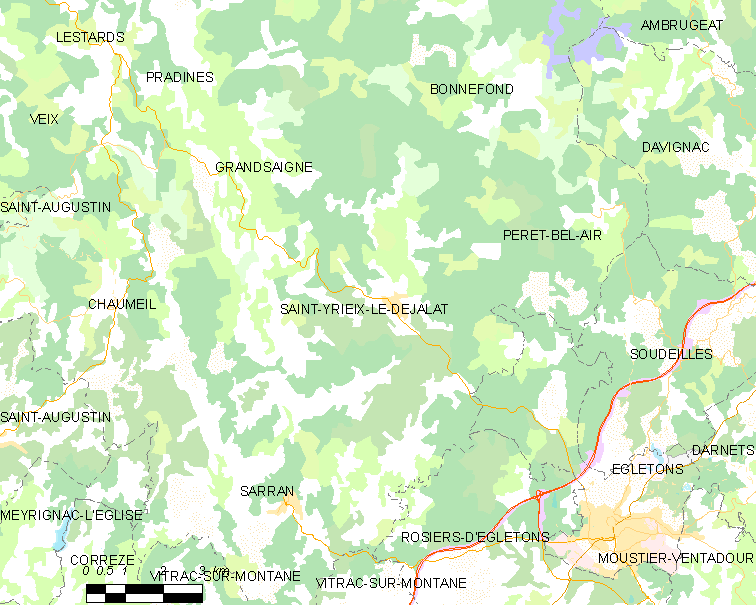
Карта коммуны